# Samsung Galaxy S4 Mini
Samsung Galaxy S4 Mini (модельний номер — GT-I9190, інші варіанти — I9192, I9195) — смартфон із серії Galaxy S, розроблений компанією Samsung Electronics, анонсований 30 травня 2013 року. Апарат є зменшеним варіантом флагману 2013 року Samsung Galaxy S4, його попередник — Samsung Galaxy S III Mini.

## Зовнішній вигляд
Зовнішньо Samsung Galaxy S4 Mini порівняно із Samsung Galaxy S4 не змінився: зменшились фізичні розміри (124,6x61,3x8,9 мм)

## Характеристики смартфону

### Апаратне забезпечення
Смартфон працює на базі двоядерного процесора Qualcomm MSM8930 Snapdragon 400 (архітектура ARMv7), графічний процесор — Adreno 305. Оперативна пам'ять — 1,5 Гб і вбудована пам'ять — 8 Гб (з них користувачеві доступно 5 Гб; слот розширення пам'яті microSD до 64 Гб). Апарат оснащений 4,3-дюймовим (109,22 мм відповідно) екраном із роздільною здатністю 540 x 960 пікселів, тобто із щільністю пікселів 256 (ppi), що виконаний за технологією Super AMOLED. В апарат вбудовано 8-мегапіксельну основну камеру, що може знімати Full HD-відео (1080p) із частотою 30 кадрів на секунду, і фронтальною 1,9-мегапіксельною камерою. Дані передаються бездротовими модулями Wi-Fi (802.11a/b/g/n/), Bluetooth 4.0, DLNA. Підтримує мобільні мережі 4 покоління (LTE, залежно від моделі), вбудована антена стандарту GPS + GLONASS. Весь апарат працює від Li-ion акумулятора ємністю 1900 мА·г, що може пропрацювати у режимі очікування 300 годин, у режимі розмови — 12 годин і важить 107 грам.

### Програмне забезпечення
Смартфон Samsung Galaxy S4 Mini постачається із встановленою Android KitKat версії 4.4.2. Також встановлено новий фірмовий користувацький інтерфейс TouchWiz Nature UX 2.0.

## Критика
Ресурс «PhoneArena» поставив апарату 8,5 із 10 балів, сказавши, що «Samsung Galaxy S4 mini є видатним смартфоном середнього класу, що уособлює собою як потужність, так і компактність». До плюсів зараховано зручність («вражаюче легкий і компактний»), IrDA, потужність («легко справляється з останніми 3D іграми»), dual-SIM, до мінусів — пам'ять («користувачеві доступно менше 4 Гб»), екран («краще підійшов би 720p-екран»).
«TechRadar» поставив 4,5/5. Сподобались дизайн («зменшений Samsung Galaxy S4») екран («яскравий»), камера («чудова»), 4G, не сподобались — екран («не full HD»), процесор («лише 2 ядра»), відсутні світлові індикатори, слот microSD («незручний»).
«CNET UK» поставив оцінку 3,5/5 , сказавши, що «він все одно має достатньо потужності і добрячий екран у дуже зручному маленькому корпусі». Плюсами смартфону названо розміри («малі, зручні»), екран («яскравий»), потужність («достатньо для більшості завдань»), камера («добряча»), мінусами — ціна («дорого як для середнього класу»), налаштування («багато для новачків»).

## Варіації смартфону
Апарат буде випускатись також з двома слотами для SIM-карток, а також із модулем LTE